# Leptothorax koreanus
Leptothorax koreanus är en myrart som beskrevs av Noboru Cho Teranishi 1940. Leptothorax koreanus ingår i släktet smalmyror, och familjen myror. Inga underarter finns listade i Catalogue of Life.